# Les Choux
Les Choux é uma comuna francesa na região administrativa do Centro, no departamento Loiret. Estende-se por uma área de 34,27 km². Em 2010 a comuna tinha 527 habitantes (densidade: 15,4 hab./km²).